# Терминалия арджуна
Терминалия арджуна (лат. Terminalia arjuna) — один из видов терминалии.

## Ареал
В диком виде встречается на Индийском субконтиненте к югу от Гималаев, от границ с Пакистаном на западе до Бангладеш на востоке, также произрастает на Шри-Ланке. Наиболее распространена кукубха в Бенгалии и центральной Индии.

## Описание вида
Арджуна — дерево, достигающее высоты 20—25 м, с толстой, светло-серой корой, выделяющей млечный сок. Цветёт кукубха в зависимости от региона в марте-июне или в августе-сентябре, а плодоносит в сентябре или в ноябре-декабре. Плод деревянистый, длиной 2,5-5 см. Листья бледно-зелёные.

## Применение
Арджуна широко используется в народной медицине, упоминается ещё в Аюрведе: «Мы нашли растение, которое творит такие чудеса, что трудно себе представить, что оно существует в реальности».
Для медицинских целей используют кору, листья и плоды. В коре содержатся танины, сапонин, кальций, магний, цинк, медь. Листья оказывают тонизирующее воздействие.
В буддизме тхеравады кукубха считается деревом просветления десятого будды прошлого Аномадасси.
На терминалии выращивают несколько видов павлиноглазок рода Antherea из коконов, которых изготовляют шёлк тасар. Вредителем культуры терминалии является златка Psiloptera fastuosa.